# Mostafa Terrab
Mostafa Terrab, né le 19 octobre 1955 à Fès, est un dirigeant d'entreprise marocain. Il a occupé plusieurs postes de responsabilité dans des institutions publiques et privées, au Maroc et à l'international. Il est notamment connu pour son parcours dans les domaines de l’ingénierie, de la politique industrielle et de l’économie stratégique.
Depuis 2006, il est président-directeur général du groupe OCP, acteur mondial majeur dans l'industrie des phosphates et de leurs dérivés,. Sous sa direction, l'entreprise a engagé une stratégie d'expansion internationale et de développement durable, consolidant sa position parmi les principaux acteurs mondiaux du secteur,.

## Biographie

### Formation
Mostafa Terrab est titulaire d'un diplôme d'ingénieur de l'École nationale des ponts et chaussées (1979), d'un master en ingénierie (1982) et d'un PhD en recherche opérationnelle (1990) du Massachusetts Institute of Technology (MIT),,,.

### Enseignement
Mostafa Terrab est professeur assistant et chercheur au MIT de septembre 1986 à août 1989,, et professeur à l'Institut polytechnique Rensselaer, Troy à New York (dans les départements des sciences de la décision et des systèmes d'ingénierie et d'ingénierie civile et environnementale) de 1990 à 1992,.

### Carrière
Mostafa Terrab commence sa carrière chez Bechtel Civil et Minerals, Inc. (1983-1985), à San Francisco, en qualité d'analyste en systèmes de transport où il était responsable des études planning pour le projet de construction de l'aéroport international de Damman (Arabie saoudite) et membre de l'équipe chargée des études économiques liées au projet de la liaison fixe à travers le détroit de Gibraltar. Il devient professeur assistant et chercheur au MIT de septembre 1986 à août 1989 et consultant au laboratoire Draper de Cambridge (Massachusetts) de 1989 à 1993. Il poursuit sa carrière en tant que chargé de mission au cabinet de Hassan II d'avril 1996 à juillet 1999 et devient le directeur général de l'Agence nationale de réglementation des télécommunications (ANRT) le 9 février 1998,,.
En 2002, il passe à la Banque mondiale, puis est nommé, en 2006, président du groupe OCP, qui dispose de la première réserve mondiale de phosphates,,,,. En 2007, Mostafa Terrab, avec l'appui de partenaires internationaux, créé le forum « Atlantic Dialogues »,,.

#### PDG de l'OCP (2006-aujourd'hui)
Dès son arrivée à l'OCP, Mostapha Terrab choisit de réorienter la stratégie de l'entreprise en matière de contrôle du prix du phosphate et de diversification des marchés et des produits,. Il met en place une transformation industrielle globale et qualitative du mode de production de phosphate et d'engrais notamment avec la construction de pipelines pour le transport du phosphate entre la ville de Khouribga et le port de Jorf AL Asfar. Avec cette stratégie nouvellement adoptée, l'entreprise de phosphates a pu économiser 90 % de ses frais de transport, quadrupler sa production annuelle d'engrais et diversifier ses formules d'engrais,.

### Autres mandats
En 1992, Mostafa Terrab est chargé de mission au Cabinet royal,. En 1995, on lui confie le poste de secrétaire général au secrétariat exécutif du Sommet économique pour le Moyen-Orient et l'Afrique du Nord (Maroc), En avril 1996, Mostafa Terrab est désigné pour faire partie du G14. Il est membre du conseil d'administration de la Banque centrale populaire SA depuis 2012,, et président délégué de la Fondation Mohammed VI pour le développement durable depuis 2015,,,. Ce dernier est également président de la fondation OCP, très active dans la promotion de l'entrepreneuriat et le développement humain aux niveaux national et international.
Mostafa Terrab est l'un des fondateurs de l'École de gouvernance et d'économie de Rabat créée en 2008, et coprésident du conseil d'affaires Maroco-Britannique (MBBC),,. Il est membre du conseil exécutif de la International Fertilizer Association et membre de la « Sandbox Innovation Fund Program » du MIT.
Mostafa Terrab est membre du conseil d'administration de l'institut français des relations internationales, membre du Peterson Institute for International Economics ainsi que de l'America-Mideast Educational and Training Services, inc. (AMIDEAST).
M. Terrab est également président de l'université Mohammed VI Polytechnique de Benguerir.

## Vie privée
Mostafa Terrab est marié et père de trois enfants.

## Prix et distinctions
En 1998, Mostafa Terrab reçoit le prix Frederick C. Hennie III pour sa contribution au programme d'enseignement du département d'ingénierie électrique et informatique du MIT.
En 2012, ce dernier est nommé personnalité de l'année pour ses contributions au secteur "le plus vital" de l'économie marocaine par le Morocco World News. L'année suivante il est nommé parmi les « 100 personnalités africaines les plus influentes » par New African Magazine, ainsi que parmi les « 50 personnalités africaines les plus influentes au monde » par Jeune Afrique en 2014 et en 2016,,. En 2016, Mostafa Terrab faisait également partie des 100 personnalités qui ont contribué à la transformation de l'Afrique par le journal Financial Afrik.
Mostafa Terrab a reçu un doctorat honoris causa de l’Université de Montréal, le 16 juin 2022, lors des cérémonies de collation des grades des cycles supérieurs de Polytechnique Montréal.